# PPL Center
«Пи-Пи-Эл-центр» (англ. PPL Center) — это крытая спортивная арена в Аллентауне, штат Пенсильвания, США. Она была открыта 10 сентября 2014 года. Это домашняя арена команды «Лихай Вэлли Фантомс» из Американской хоккейной лиги, фарм-клуба «Филадельфии Флайерз». 
Арена также принимает крупные концерты, спортивные и развлекательные мероприятия в течение года.
С 2016 года на арене проводятся ежегодные предсезонные матчи НХЛ под названием «Flyers in the Valley».